# Hot-wiring
Hot-wiring je tehnika, pri katerem se vžge avtomobil (ali drugo vozilo) brez uporabe ključa. To tehniko po navadi uporabljajo avtomobilski tatovi, lahko pa tudi lastnik, ki je izgubil ključ. 
Za vžig je treba pravilno povezati žice, da se sklene električni krog med napravami kot so npr. baterija in črpalka za gorivo. Potem se z žicami aktivira zaganjač (starter), ki zažene motor. Seznam žic za nekatere avtomobile se da dobiti na internetu.
Starejše avtomobile ja načeloma dosti lažje zagnati kot novejše z elektronskimi sistemi. Nekatere starejše avtomobile se da zagnati pri motorju. 